# Slaget vid Brobacka
Slaget vid Brobacka var en militär strid 9 augusti 1566 under Nordiska sjuårskriget. Både var striden utspelades och omfattningen av incidenten är i avsaknad av entydiga källor.

## Bakgrund
Den danske härföraren Daniel Rantzau hade med en armé på 7 fanor och 15 fänikor (8 000 man, minst 600 hästar samt 300 trossvagnar och artilleri) under flera år i mitten av 1560-talet härjat i Västergötland och plundrat och bränt flera städer, bland annat Bogesund (Ulricehamn), Falköping, Skara och Lidköping. Efter att Rantzaus trupper decimerats av sjukdomar, bland annat rödsot, fick den franske fältherren i svensk tjänst Charles de Mornay order om att anfalla Rantzau med de styrkor de Mornay hade i Värnamo.
Charles de Mornays åtgärder och övriga omständigheter tvingade Rantzau att bryta upp och förbereda ett återtåg till Danmark. Smärre skärmytslingar inträffade, till exempel vid Tråvads bro, där danskarna förlorade en hel del folk och vapen. Rantzau och de legoknektar som var i dansk tjänst ville helst undvika ett regelrätt fältslag, eftersom de inte ville riskera det stora krigsbyte de medförde.
Charles de Mornay fick order den 19 juli av Erik XIV att samla allmogen i Småland och Västergötland för att bygga och uppkasta bråtar för att stänga in danskarna vid deras återtåg. På detta sätt ville man fördröja danskarna så att Eriks trupper skulle kunna hinna fram och ta hela Rantzaus armé tillfånga.
I slutet av juli bråtade Mornay nejden runt Alingsås (Brobacka). Förhuggningar gjordes också vid Hästabräckan (den branta backen vid Sävelångens norra ända). Man förskansade också kullen ovanför Hästabräcken och man byggde flera fällor. Vidare högg man stora granar nästan intill stammen och fallpunkten och virade ett rep runt stammen. På detta sätt kunde man sedan vid lämpligt tillfälle fälla träden med hjälp av repen och blockera vägen för fienden.
På morgonen den 3 augusti hade svenskt spaningskommando fått kontakt med danskt förrytteri ungefär vid Torp strax utanför Alingsås. Huvuddelen av den danska hären var på väg mot kyrkbyn i Alingsås, och gjorde halt vid Härsberget. 

## Incidenten 9 augusti
"Mitt i bråten kom där några hundrade av svenska skyttar löpandes ner för stenklipporna och satte in på den danske tross och alla fodervagnarna och plundrade detta alltsammans och slog ihjäl allt för föda både trossen och vagnförarna". "Carl de Mornay låg strax intill med en stor styrka men avstod från att anfalla den danska baktruppen av 4 fanor som fastnat mitt i bråten tills de kastat alla vagnar och tross åt sidan och rensat vägen fri.
Efter striden hade danskarna förlorat sin tross och det tidigare tagna krigsbytet.
Mornays rapport efter striderna nämner att danskarna förlorade 500 man, 600 hästar och 300 vagnar. 
I ett samtida brev till den danska kungen skildras hur tacksamma de överlevande var över att så småningom nått fram till den danska lägret vid Gullbergs ängar - det vill säga fälten vid skansen Lejonet i nuvarande Göteborg.

## Hypotesen om större slag och platsen för incidenten
Alingsås fornminnesförening med lokalhistorikern Jan Skoglöw har gett ur böcker om slaget  och tog initiativ till att 9 augusti 1986 avtäcktes en minnessten över slaget i Brobacka.  Några trovärdiga källor av historiker som stöder denna hypotes saknas dock. Tvärtom anger källor från historiker att incidenten mest var ett överfall av en tross, att platsen Brobacka inte verkar trolig med tanke på kända trupplacering i tiden omkring. . Och de påstådda gravarna efter fallna danskar är av Riksantikvarieämbetet fastställda järnåldersgravar.